# Виртанен, Эйно
Эйно Мауно Виртанен (фин. Eino Mauno Virtanen; 19 августа 1908 — 3 декабря 1980) — финский борец греко-римского стиля, призёр Олимпийских игр, чемпион Европы.
Эйно Виртанен родился в 1908 году в Ускела (ныне — территория города Сало). В 1936, 1939, 1943 и 1945 годах был чемпионом Финляндии по греко-римской борьбе, в 1946 — по вольной борьбе. В 1936 году на Олимпийских играх в Берлине стал обладателем бронзовой медали в греко-римской борьбе. В 1939 году завоевал бронзовую медаль чемпионата Европы, а в 1946 году стал чемпионом Европы по греко-римской борьбе.